# Mont-et-Marré

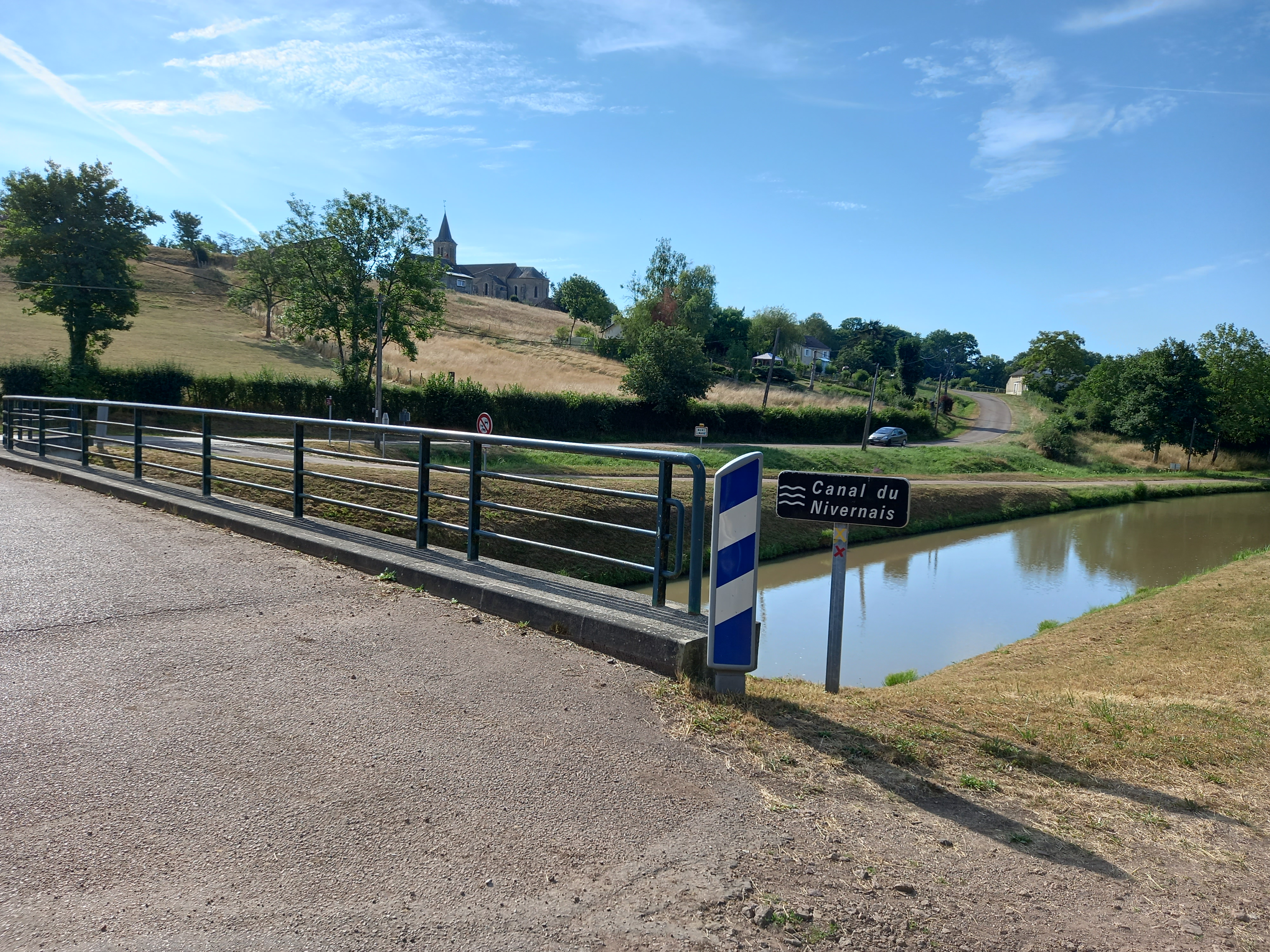
Mont-et-Marré (2022)

Mont-et-Marré ist eine französische Gemeinde mit 152 Einwohnern (Stand 1. Januar 2022) im  Département Nièvre in der Region Bourgogne-Franche-Comté (vor 2016 Bourgogne). Sie gehört zum Arrondissement Château-Chinon (Ville) und zum Kanton Château-Chinon (bis 2015 Châtillon-en-Bazois). Die Einwohner werden Mont-et-Marrois genannt.

## Geographie
Mont-et-Marré liegt etwa 50 Kilometer ostnordöstlich von Nevers am Rande des Morvan und am Canal du Nivernais. Umgeben wird Mont-et-Marré von den Nachbargemeinden Bazolles im Norden und Nordwesten, Achun im Norden und Nordosten, Aunay-en-Bazois im Osten und Nordosten, Ougny im Südosten, Châtillon-en-Bazois im Süden, Montapas im Westen sowie Saint-Maurice im Nordwesten.

## Bevölkerungsentwicklung
| Jahr                       | 1962 | 1968 | 1975 | 1982 | 1990 | 1999 | 2006 | 2011 | 2016 |
| -------------------------- | ---- | ---- | ---- | ---- | ---- | ---- | ---- | ---- | ---- |
| Einwohner                  | 243  | 211  | 199  | 197  | 181  | 187  | 163  | 189  | 165  |
| Quellen: Cassini und INSEE |      |      |      |      |      |      |      |      |      |

## Sehenswürdigkeiten
- Kirche Saint-André